# Minilab
Ein Minilab, auch MiniLab, stellt in einer ungefähr schrankgroßen Maschine den kompletten Prozess der Bildentwicklung zur Verfügung, im Bereich der analogen Fotografie häufig auch erst nach der Filmentwicklung. Minilabs sind häufig in größeren Fotogeschäften und Drogerien zu finden und ermöglichten das Angebot von Fotoabzügen zur sofortigen Mitnahme; damit bieten sie eine Alternative zu Bestellungen aus einem Großlabor. Die ursprünglich analogen Minilabs wurden ab 1996 von digitalen Minilabs verdrängt, die wiederum im Rahmen der zunehmenden Verbreitung der Digitalfotografie von Fotodruckern auf Tintenstrahlbasis oder mit Thermosublimation in Verbindung mit beschichteten, aber nicht lichtempfindlichen Papieren, verdrängt wurden (dry minilab).
Analoge Minilabs enthalten einen Filmscanner für Kleinbild- und/oder Rollfilmnegative, eine Belichtungseinheit (Durchleuchtung des Negativs) und einen Prozessor für Fotopapier. Digitale Minilabs belichten das Fotopapier im Gegensatz zum analogen Minilab mittels Laser- oder LCD/LED-Belichtung. Diese Minilabs können je nach Hersteller einen Filmscanner für Negative und Dias beinhalten. Es ist auch eine optionale Aufrüstung möglich.  Ein sogenannter Front-End-PC (im Minilab integriert oder extern angeschlossen) ergänzt weitere Funktionen: Bild-vom-Bild (Flachbett-Scanner), Prints von Speicherkarten (Kartenleser), Templates (Passbilder, Kalenderblätter, Grußkarten), Netzwerkdienste für Order-Stationen oder Web-Aufträge (SimplePrintSoftware) etc., und kann auch eine Selbstbedienung durch den Kunden ermöglichen.
Die Geräte können Fotopapier von 10 cm bis 30 cm Breite belichten, damit sind sämtliche Formate bis A3  möglich. Im Format 10 cm × 15 cm können bis zu 1.800 Prints/Stunde gefertigt werden.

## Geschichte
Noritsu brachte 1976 das analoge QSS-1 („Quick Service System“) und 1979 das digitale QSS-2 auf den Markt. Kodak folgte 1987 mit dem ersten selbst entwickelten Gerät. Der erste Kodak Picture Maker (später umbenannt in Picture Kiosk) mit Thermosublimationsdruck kam 1993. Das erste Minilab mit Fotodrucker von Noritsu kam 2002.

## Hersteller
- ehemals Agfa u. a. mit dem d-lab.1, d-lab.2 oder d-lab.3
- ehemals Minilab factory GmbH (ehemals zu Agfa)
- Kodak
- Noritsu
- Fujifilm u. a. mit der Produktreihe Frontier
- Doli mit der Produktreihe DL
- KIS